# Politisches System Tunesiens
Das politische System Tunesiens wird durch die im Januar 2014 verabschiedete neue Verfassung der Republik Tunesien bestimmt. Das System wandelte sich durch die Revolution in Tunesien 2010/2011, die zur Flucht des bisherigen Präsidenten Ben Ali führte. Bis dahin hatte dieser seit 1987 und zuvor der Staatsgründer Habib Bourguiba, nach der Unabhängigkeit des Landes von der französischen Kolonialherrschaft, das Land weitgehend autoritär bis diktatorisch unter Führung ihrer jeweiligen total dominanten Partei regiert. Heute ist Tunesien eine pluralistische Demokratie mit freien Wahlen und einem semipräsidentiellen Regierungssystem, in dem der Präsident der Tunesischen Republik und das Einkammerparlament, die Volksrepräsentantenversammlung, gegenseitige Kontrolle ausüben.

## Bis zur Revolution 2011
Nach der Verfassung von 1959, welche mehrfach, zuletzt 2002, geändert wurde, war Tunesien eine präsidiale Republik.
1957 erklärte das Parlament Tunesien zur Republik und wählte Habib Bourguiba zum Präsidenten; 1975 ließ er sich auf Lebenszeit bestätigen. 1964 wurden die Destour-Partei und die Neo-Destur-Partei in der Einheitspartei Sozialistische Destur Partei neu organisiert. Die vorsichtige innenpolitische Liberalisierung 1980 führte zur Zulassung weiterer politischer Gruppierungen. 1984 kam es dennoch zu den Brot-Unruhen. 1987 wurde Bourguiba durch Ministerpräsident Ben Ali entmachtet, der das Amt des Staatspräsidenten übernahm. Ben Ali wurde 1989, 1994, 1999, 2004 und 2009 durch Wahlen im Amt bestätigt. Ein 1988 verabschiedetes Parteiengesetz institutionalisierte zwar das Mehrparteiensystem, wird aber wegen des festgeschriebenen Vorrangs für die Regierungspartei Rassemblement constitutionnel démocratique und der restriktiven Bestimmungen von der Opposition, die erst seit 1994 im Parlament vertreten ist, abgelehnt.
Entgegen der Ankündigung von Staatspräsident Ben Ali, 1997 demokratische Reformen einzuleiten, kam es zur verschärften Verfolgung und Behinderung oppositioneller Kräfte.

### Exekutive
Staatsoberhaupt, Oberbefehlshaber der Streitkräfte und oberster Inhaber der Exekutive war der auf 5 Jahre direkt gewählte Präsident.
Der Staatspräsident ernannte und entließ die Regierung unter Vorsitz des Ministerpräsidenten und verfügte über ein Vetorecht.
Durch die Verfassungsrevision von 2002 wurde die bisherige Begrenzung der Amtszeit des Präsidenten mit maximal drei Wahlperioden aufgehoben.

### Legislative
Die Gesetzgebende Gewalt lag bei der Abgeordnetenkammer (Chambre des députés), die 182 Abgeordnete hatte und ebenfalls auf 5 Jahre direkt gewählt wurde.
2002 wurde per Verfassungsänderung die Schaffung einer zweiten, beratenden Parlamentskammer beschlossen.

### Judikative
Das Tunesische Rechtssystem basierte auf dem französischen Zivilrecht und dem islamischen Recht. Die Judikative war formal unabhängig, obwohl der Justizrat vom Staatsoberhaupt angeführt wurde.

## Nach der Verabschiedung der Verfassung 2014
Die Verfassunggebende Versammlung nahm im Januar 2014 eine neue Verfassung mit großer Mehrheit an. Unter anderem sind Gewissensfreiheit, die Gleichberechtigung von Mann und Frau und eine parlamentarische Demokratie in der Verfassung verankert. Mehrere Bestimmungen der Verfassung wie die Einrichtung eines Verfassungsgerichts wurden noch nicht umgesetzt.
Erstmals wurden das Parlament im Oktober 2014 und der Präsident im Dezember 2014 durch demokratische Wahl bestimmt. 
Im Herbst 2019 fand turnusgemäß wieder eine Präsidentschaftswahl statt. In der Stichwahl wurde Kais Saied zum Präsident gewählt.
Dieser löste 2021 eine Verfassungskrise aus, indem er das Parlament auflöste, eine neue Regierung einsetzte und sich vorübergehend Notstandsbefugnisse erteilte. Laut Saied seien diese Schritte für eine Lösung der Wirtschaftskrise notwendig gewesen, die Opposition und einige Bürgerrechtler bezeichneten die Vorgänge als Putsch.